# آنا پائولا ده تاسیس
آنا پائولا ده تأسیس (پرتغالی: Ana Paula de Tassis؛ زادهٔ ۵ نوامبر ۱۹۶۵) بازیکن والیبال زن برزیلی‌تبار اهل ایتالیا بود.  وی در بازی‌های المپیک تابستانی ۲۰۰۰ شرکت کرده‌است.